# Saint-Jean-Poudge
Ne doit pas être confondu avec Saint-Jean-Poutge.
Pour les articles homonymes, voir Saint-Jean.
Saint-Jean-Poudge (en béarnais Sent-Joan-Potge ou Sén-Yan-Poudye) est une commune française, située dans le département des Pyrénées-Atlantiques en région Nouvelle-Aquitaine.

## Géographie

### Localisation
La commune de Saint-Jean-Poudge se trouve dans le département des Pyrénées-Atlantiques, en région Nouvelle-Aquitaine.
Elle se situe à 40 km par la route de Pau, préfecture du département, et à 29 km de Serres-Castet, bureau centralisateur du canton des Terres des Luys et Coteaux du Vic-Bilh dont dépend la commune depuis 2015 pour les élections départementales. 
La commune fait en outre partie du bassin de vie de Garlin.
Les communes les plus proches sont : 
Tadousse-Ussau (2,2 km), Cadillon (2,2 km), Conchez-de-Béarn (2,5 km), Burosse-Mendousse (2,7 km), Vialer (2,8 km), Mascaraàs-Haron (3,6 km), Aurions-Idernes (4,0 km), Mont-Disse (4,5 km).
Sur le plan historique et culturel, Saint-Jean-Poudge fait partie de la province du Béarn, qui fut également un État et qui présente une unité historique et culturelle à laquelle s’oppose une diversité frappante de paysages au relief tourmenté.

### Communes limitrophes
Les communes limitrophes sont  Burosse-Mendousse, Cadillon, Conchez-de-Béarn, Mascaraàs-Haron, Tadousse-Ussau et Vialer.
|                   | Tadousse-Ussau    | Conchez-de-Béarn |
| Mascaraàs-Haron   | Saint-Jean-Poudge | Cadillon         |
| Burosse-Mendousse | Vialer            |                  |

### Hydrographie

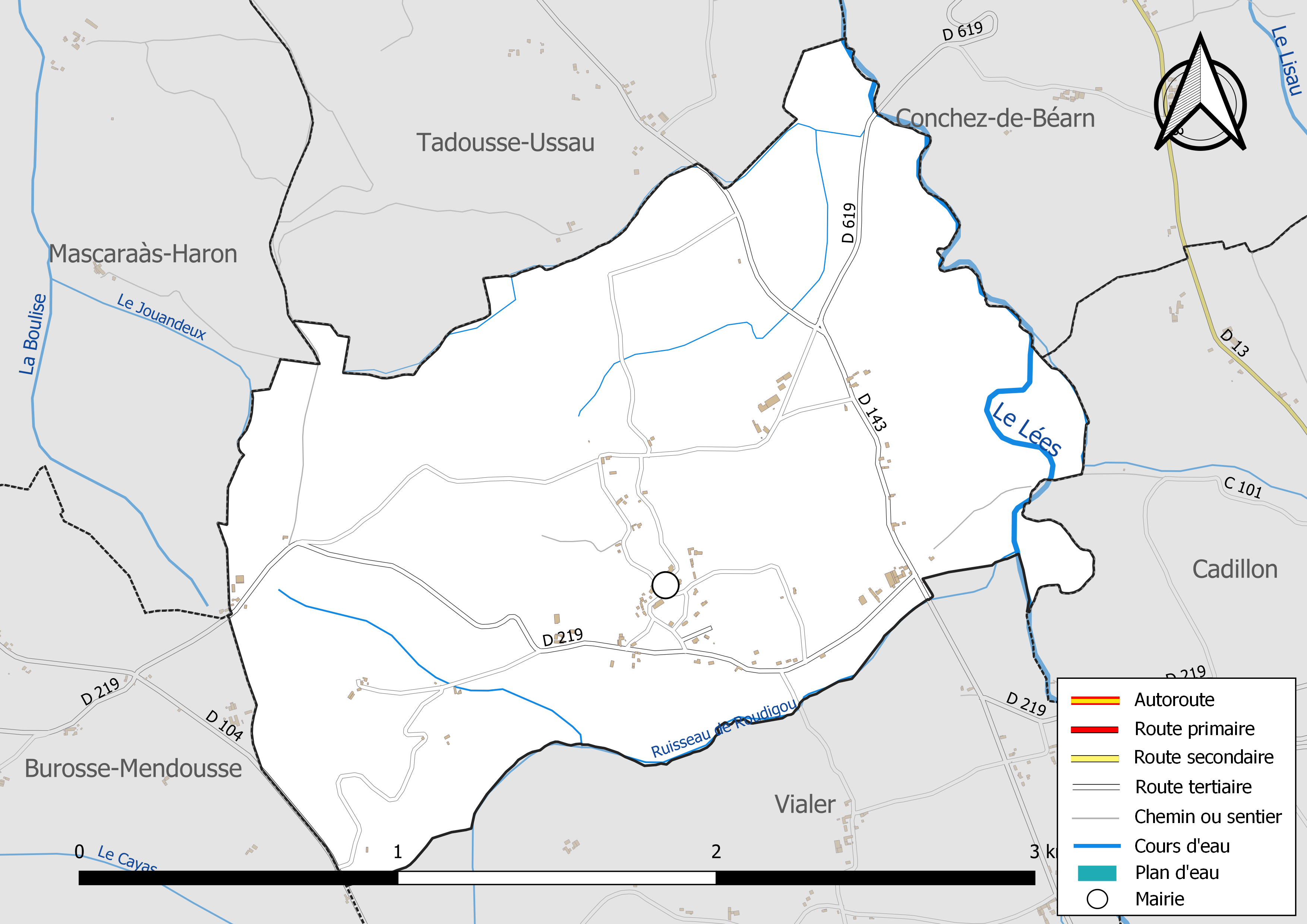
Réseaux hydrographique et routier de Saint-Jean-Poudge.

La commune est drainée par le Léez, le ruisseau de Roudigou et par divers petits cours d'eau, constituant un réseau hydrographique de 4 km de longueur totale,.
Le Léez (56 km) prend sa source dans la commune de Gardères, s'écoule du sud vers le nord et longe le territoire communal dans sa partie est, constituant la limite communale avec Conchez-de-Béarn. Il se jette dans l'Adour à Barcelonne-du-Gers, après avoir traversé 31 communes.

### Climat
Pour des articles plus généraux, voir Climat de la Nouvelle-Aquitaine et Climat des Pyrénées-Atlantiques.
Historiquement, la commune est exposée à un climat océanique aquitain.  
En 2020, Météo-France publie une typologie des climats de la France métropolitaine dans laquelle la commune est dans une zone de transition entre le climat océanique altéré et le climat de montagne et est dans la région climatique Aquitaine, Gascogne, caractérisée par une pluviométrie abondante au printemps, modérée en automne, un faible ensoleillement au printemps, un été chaud (19,5 °C), des vents faibles, des brouillards fréquents en automne et en hiver et des orages fréquents en été (15 à 20 jours).
Pour la période 1971-2000, la température annuelle moyenne est de 13,2 °C, avec une amplitude thermique annuelle de 14,6 °C. Le cumul annuel moyen de précipitations est de 1 075 mm, avec 11,4 jours de précipitations en janvier et 7,8 jours en juillet. Pour la période 1991-2020, la température moyenne annuelle observée sur la station météorologique la plus proche, située sur la commune de Mont-Disse à 4 km à vol d'oiseau, est de 13,9 °C et le cumul annuel moyen de précipitations est de 1 010,8 mm,. Pour l'avenir, les paramètres climatiques de la commune estimés pour 2050 selon différents scénarios d'émission de gaz à effet de serre sont consultables sur un site dédié publié par Météo-France en novembre 2022.

### Milieux naturels et biodiversité
Aucun espace naturel présentant un intérêt patrimonial n'est recensé sur la commune dans l'inventaire national du patrimoine naturel,,.

## Urbanisme

### Typologie
Au 1er janvier 2024, Saint-Jean-Poudge est catégorisée commune rurale à habitat dispersé, selon la nouvelle grille communale de densité à sept niveaux définie par l'Insee en 2022.
Elle est située hors unité urbaine. Par ailleurs la commune fait partie de l'aire d'attraction de Pau, dont elle est une commune de la couronne,. Cette aire, qui regroupe 227 communes, est catégorisée dans les aires de 200 000 à moins de 700 000 habitants,.

### Occupation des sols

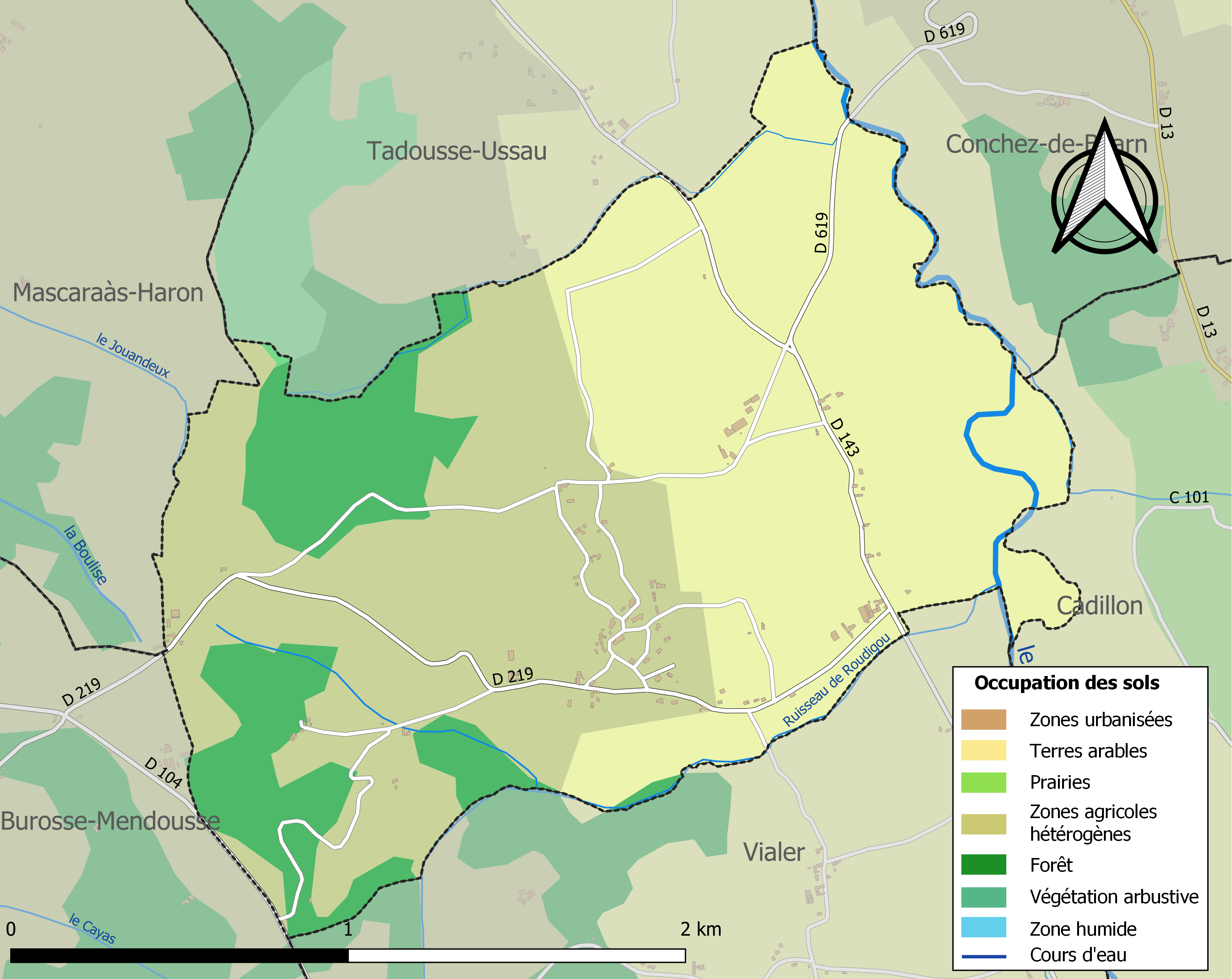
Carte des infrastructures et de l'occupation des sols de la commune en 2018 (CLC).

L'occupation des sols de la commune, telle qu'elle ressort de la base de données européenne d’occupation biophysique des sols Corine Land Cover (CLC), est marquée par l'importance des territoires agricoles (85,2 % en 2018), une proportion identique à celle de 1990 (85,2 %). La répartition détaillée en 2018 est la suivante : 
terres arables (47,7 %), zones agricoles hétérogènes (37,5 %), forêts (14,7 %), milieux à végétation arbustive et/ou herbacée (0,1 %). L'évolution de l’occupation des sols de la commune et de ses infrastructures peut être observée sur les différentes représentations cartographiques du territoire : la carte de Cassini (XVIIIe siècle), la carte d'état-major (1820-1866) et les cartes ou photos aériennes de l'IGN pour la période actuelle (1950 à aujourd'hui).

### Lieux-dits et hameaux
- Poudge ;
- Saint-Jean : l'Église.

### Voies de communication et transports
La commune est desservie par la route départementale 143.

### Risques majeurs
Le territoire de la commune de Saint-Jean-Poudge est vulnérable à différents aléas naturels : météorologiques (tempête, orage, neige, grand froid, canicule ou sécheresse), inondations et séisme (sismicité modérée). Il est également exposé à deux risques technologiques,  le transport de matières dangereuses et  le risque industriel. Un site publié par le BRGM permet d'évaluer simplement et rapidement les risques d'un bien localisé soit par son adresse soit par le numéro de sa parcelle.

#### Risques naturels
Certaines parties du territoire communal sont susceptibles d’être affectées par le risque d’inondation par une crue à  débordement lent de cours d'eau, notamment le Léez. La commune a été reconnue en état de catastrophe naturelle au titre des dommages causés par les inondations et coulées de boue survenues en 1982, 1992, 2001 et 2009,.

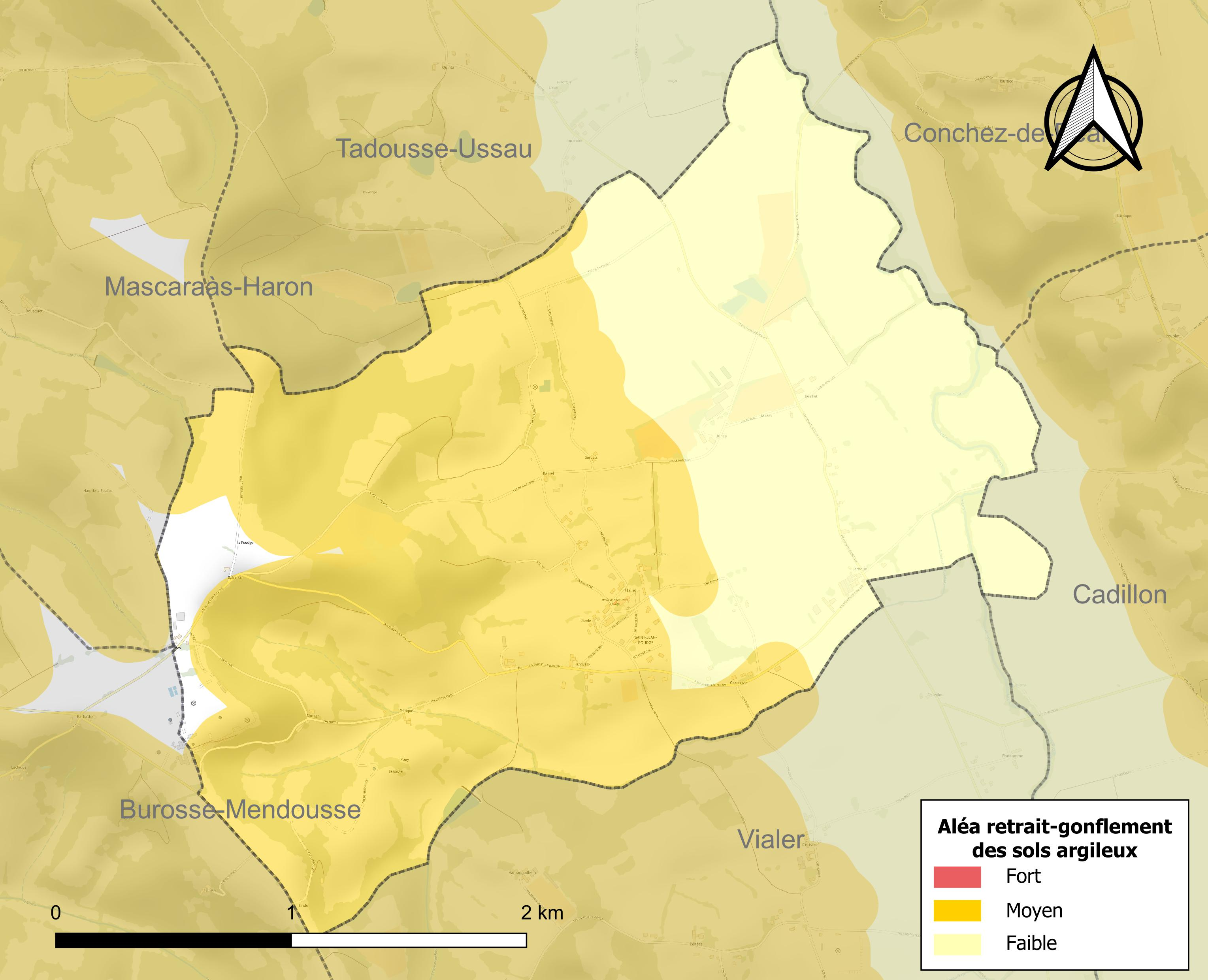
Carte des zones d'aléa retrait-gonflement des sols argileux de Saint-Jean-Poudge.

Le retrait-gonflement des sols argileux est susceptible d'engendrer des dommages importants aux bâtiments en cas d’alternance de périodes de sécheresse et de pluie. 58,1 % de la superficie communale est en aléa moyen ou fort (59 % au niveau départemental et 48,5 % au niveau national). Depuis le 1er octobre 2020, en application de la loi ELAN, différentes contraintes s'imposent aux vendeurs, maîtres d'ouvrages ou constructeurs de biens situés dans une zone classée en aléa moyen ou fort,.

#### Risque technologique
La commune est exposée au risque industriel du fait de la présence sur son territoire d'une entreprise soumise  à la directive européenne SEVESO, classée seuil haut : Vermilion REP S.A.S. (activités soumises à autorisation notammentpour l'emploi ou le stockage de liquides inflammables et de produits dangereux pour l'environnement aquatique).

## Toponymie
Le toponyme Saint-Jean-Poudge apparaît sous les formes Sanctus-Johannes-de-Podio (1101, cartulaire de Lescar), Sent-Johan-Potge et Sent-Johan-Podge (respectivement 1385 et 1402, censier de Béarn) et Saint-Jean-Pouge (1777, dénombrement de Saint-Jean-Poudge).
Son nom béarnais est Sent-Joan-Potge ou Sén-Yan-Poudye.
Une confusion est possible avec la commune de Saint-Jean-Poutge, dans le Gers, dont la prononciation est pratiquement identique.

## Histoire
Des réemplois d'époque romaine dans le mur Ouest de l'église indiquent que la commune est le lieu d'une occupation ancienne. Un chapiteau du VIe ou du VIIe siècle a été découvert en 1922. Paul Raymond note qu'en 1385, Saint-Jean-Poudge comptait quinze feux et dépendait du bailliage de Lembeye.

## Politique et administration
| Période                                  | Période  | Identité            | Étiquette | Qualité |
| ---------------------------------------- | -------- | ------------------- | --------- | ------- |
| Les données manquantes sont à compléter. |          |                     |           |         |
|                                          |          |                     |           |         |
| 1995                                     | 2008     | René Larroucau      |           |         |
| 2008                                     | 2014     | Sandra Lassus-Thèze |           |         |
| 2014                                     | 2020     | Sandra Dubernet     |           |         |
| mai 2020                                 | En cours | Claudette Larrieu   |           |         |

### Intercommunalité
Saint-Jean-Poudge fait partie de sept structures intercommunales :
- la communauté de communes des Luys en Béarn ;
- le SIVU de la voirie de la région de Garlin ;
- le SIVU du Lées et affluents ;
- le syndicat d'énergie des Pyrénées-Atlantiques ;
- le syndicat d'irrigation de la vallée des Lées ;
- le syndicat intercommunal d'alimentation en eau potable Luy - Gabas - Lées ;
- le syndicat mixte de gendarmerie de la brigade de Garlin.

## Population et société

### Démographie
L'évolution du nombre d'habitants est connue à travers les recensements de la population effectués dans la commune depuis 1793. Pour les communes de moins de 10 000 habitants, une enquête de recensement portant sur toute la population est réalisée tous les cinq ans, les populations de référence des années intermédiaires étant quant à elles estimées par interpolation ou extrapolation. Pour la commune, le premier recensement exhaustif entrant dans le cadre du nouveau dispositif a été réalisé en 2007.

En 2022, la commune comptait 74 habitants, en évolution de −2,63 % par rapport à 2016 (Pyrénées-Atlantiques : +3,78 %, France hors Mayotte : +2,11 %).
| 1793 | 1800 | 1806 | 1821 | 1831 | 1836 | 1841 | 1846 | 1851 |
| ---- | ---- | ---- | ---- | ---- | ---- | ---- | ---- | ---- |
| 442  | 279  | 293  | 248  | 280  | 333  | 300  | 292  | 297  |

| 1856 | 1861 | 1866 | 1872 | 1876 | 1881 | 1886 | 1891 | 1896 |
| ---- | ---- | ---- | ---- | ---- | ---- | ---- | ---- | ---- |
| 305  | 316  | 246  | 223  | 203  | 199  | 182  | 145  | 136  |

| 1901 | 1906 | 1911 | 1921 | 1926 | 1931 | 1936 | 1946 | 1954 |
| ---- | ---- | ---- | ---- | ---- | ---- | ---- | ---- | ---- |
| 138  | 140  | 141  | 137  | 146  | 132  | 105  | 105  | 102  |

| 1962 | 1968 | 1975 | 1982 | 1990 | 1999 | 2006 | 2007 | 2012 |
| ---- | ---- | ---- | ---- | ---- | ---- | ---- | ---- | ---- |
| 102  | 85   | 90   | 84   | 67   | 64   | 77   | 79   | 80   |

| 2017 | 2022 | - | - | - | - | - | - | - |
| ---- | ---- | - | - | - | - | - | - | - |
| 73   | 74   | - | - | - | - | - | - | - |

## Économie
La commune fait partie des zones d'appellation d'origine contrôlée (AOC) du madiran, du pacherenc-du-vic-bilh et du béarn.

## Culture locale et patrimoine

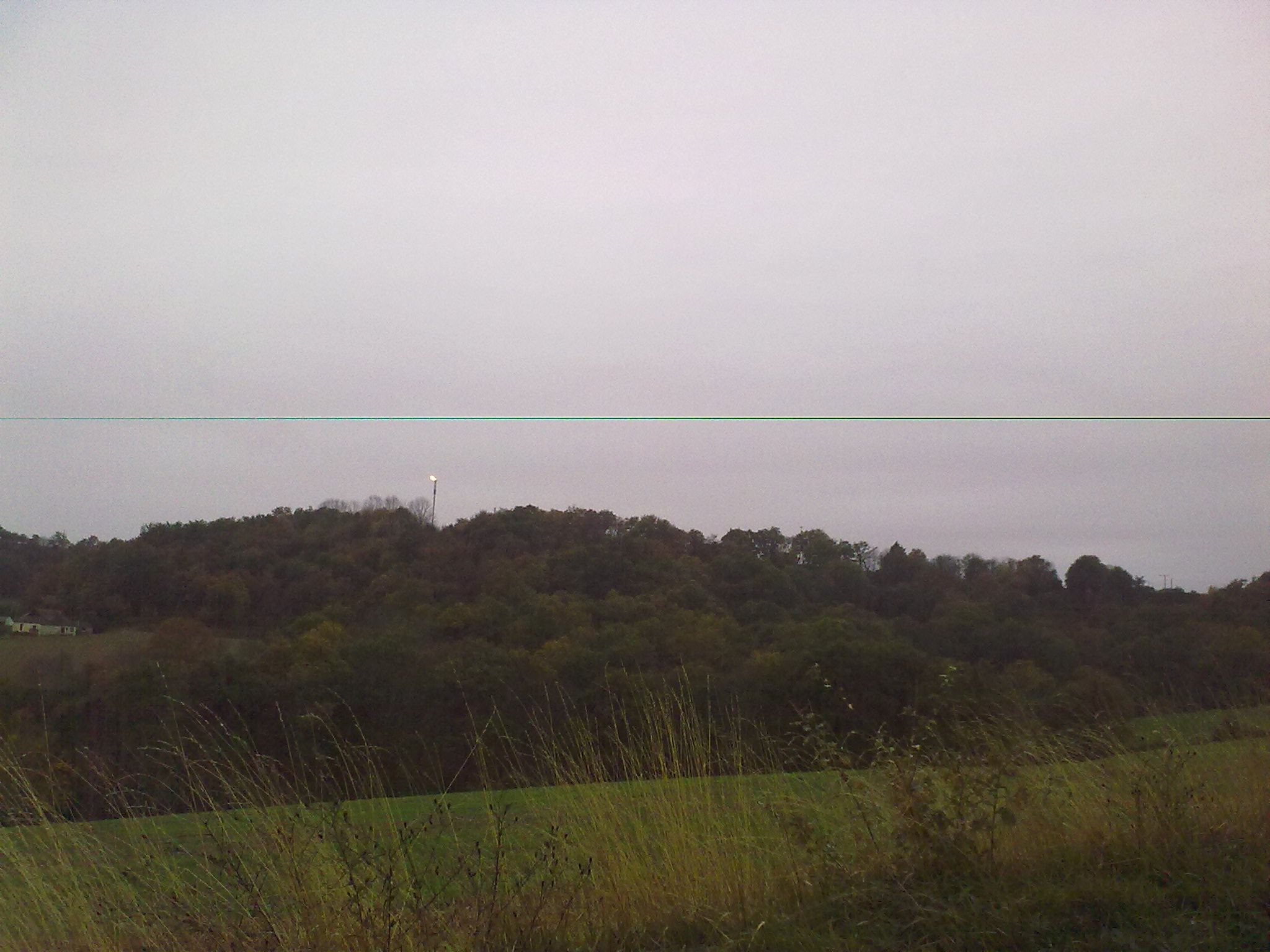
Vue d'une torchère depuis Saint-Jean-Poudge vers le sud.

La fête communale a lieu le deuxième dimanche de septembre.

### Patrimoine civil
Le château de Saint-Jean-Poudge date de la fin du XVIe ou du début du XVIIe siècle. De cette époque ne subsiste essentiellement que le portail, presque ruiné en 1899, le propriétaire n'en conserva que les parties les mois dégradées.
La demeure de notable enregistrée à l'inventaire général du patrimoine culturel est une ancienne métairie anoblie en 1538.

### Patrimoine religieux
L'église Saint-Jean-Baptiste présente des vestiges datant du XIe siècle mais fut achevé au XIIe siècle. Des remaniements sont à noter aux XIVe et XVe siècles (fenêtres au sud et voûtes d'ogives dans les travées droites du chœur) avant une restauration en 1898-1899. Elle recèle du mobilier,,,, des tableaux,, des stèles discoïdales, et des objets, inscrits à l'inventaire général du patrimoine culturel.